# Lemma di Riemann-Lebesgue

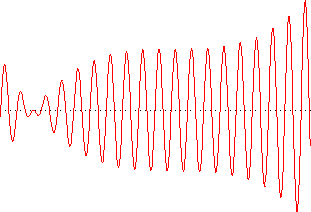
Il lemma di Riemann-Lebesgue afferma che l'integrale della trasformata di una funzione tende ad annullarsi al crescere del numero di oscillazioni della funzione.

In matematica, in particolare nell'analisi armonica, il lemma di Riemann-Lebesgue, il cui nome è dovuto a Bernhard Riemann e Henri Lebesgue, è un teorema che afferma che la trasformata di Fourier o Laplace di una funzione integrabile si annulla all'infinito. Grazie ad esso è possibile dimostrare che {\displaystyle \lbrace e^{int}\rbrace _{n\in \mathbb {Z} }}è una base per lo spazio di Hilbert {\displaystyle L^{2}([0,2\pi ])}.

## Il teorema
Sia {\displaystyle f\colon \mathbb {R} \to \mathbb {C} } una funzione misurabile. Se {\displaystyle f} è sommabile allora:
{\displaystyle \int _{-\infty }^{+\infty }f(x)e^{-izx}\,dx\rightarrow 0{\text{ per }}z\rightarrow \pm \infty }
La trasformata di Fourier di {\displaystyle f} tende quindi a {\displaystyle 0} per valori infiniti di {\displaystyle z}.
Il lemma di Riemann–Lebesgue è valido in diverse situazioni, riportate nel seguito.
- Se {\displaystyle f} è in {\displaystyle L^{1}} e definita in {\displaystyle (0,+\infty )}, allora il lemma di Riemann–Lebesgue è valido anche per la trasformata di Laplace {\displaystyle f}:

{\displaystyle \int _{0}^{+\infty }f(t)e^{-tz}\,dt\to 0}
per {\displaystyle |z|\to +\infty } all'interno del semipiano {\displaystyle \Im (z)\geq 0}.
- Se {\displaystyle f} è in {\displaystyle L^{1}} e definita su un intervallo limitato, allora i coefficienti di Fourier di {\displaystyle f} tendono a {\displaystyle 0} per {\displaystyle n\to \pm \infty }. Questo fatto si ottiene estendendo {\displaystyle f} alla funzione nulla al di fuori dell'intervallo, ed applicando il lemma sull'intero asse reale.

- Il lemma di Riemann–Lebesgue è valido anche per la trasformata di Fourier in più dimensioni. Se {\displaystyle f\in L^{1}(\mathbb {R} ^{n})}, allora:

{\displaystyle {\hat {f}}(\xi )\to 0{\text{ per }}|\xi |\rightarrow +\infty }
dove {\displaystyle {\hat {f}}} è la trasformata di Fourier:
{\displaystyle {\hat {f}}(\xi )=\int _{\mathbb {R} ^{n}}e^{-ix\cdot \xi }f(x)\,dx}

## Dimostrazione
Si consideri il caso monodimensionale, da cui segue senza difficoltà il caso in dimensione arbitraria, e sia {\displaystyle f} una funzione liscia a supporto compatto. Integrando per parti in ogni variabile:
{\displaystyle \left|\int f(x)e^{-izx}dx\right|=\left|\int {\frac {1}{iz}}f'(x)e^{-izx}dx\right|\leq {\frac {1}{|z|}}\int |f'(x)|dx\rightarrow 0{\mbox{ per}}\ z\rightarrow \pm \infty }
Se {\displaystyle f} è una funzione integrabile qualsiasi, può essere approssimata in {\displaystyle L^{1}} da una funzione liscia a supporto compatto {\displaystyle g} tale che {\displaystyle \|f-g\|_{L^{1}}<\varepsilon }. Si ha allora:
{\displaystyle \limsup _{z\rightarrow \pm \infty }|{\hat {f}}(z)|\leq \limsup _{z\to \pm \infty }\left|\int (f(x)-g(x))e^{-ixz}dx\right|+\limsup _{z\rightarrow \pm \infty }\left|\int g(x)e^{-ixz}dx\right|\leq \varepsilon +0=\varepsilon }
e dal momento che questo vale per ogni {\displaystyle \varepsilon >0} segue la tesi.
Nel caso in cui {\displaystyle t\in \mathbb {C} }, si supponga che {\displaystyle f} sia a supporto compatto su {\displaystyle (0,+\infty )} e che sia differenziabile con continuità. Dette {\displaystyle F} e {\displaystyle G} le trasformate (di Fourier o Laplace) rispettivamente di {\displaystyle f} e {\displaystyle f'}, per le proprietà della trasformata si ha {\displaystyle F(t)=G(t)/t}, da cui {\displaystyle F(z)\rightarrow 0} per {\displaystyle |t|\rightarrow +\infty }. Poiché la funzione in tale forma è densa in {\displaystyle L^{1}(0,+\infty )}, ciò vale per ogni scelta di {\displaystyle f}.